# 페인 앤 글로리
《페인 앤 글로리》(스페인어: Dolor y gloria, 영어: Pain and Glory)는 2019년 개봉한 스페인의 드라마 영화이다. 페드로 알모도바르가 감독과 각본을 맡았다. 제72회 칸 영화제(2019) 황금종려상 경쟁후보작이자 제92회 아카데미 국제영화상 후보작이다. 제34회 고야상 작품상·감독상·각본상 수상작이다.

## 줄거리
영화감독 살바도르 마요는 육체적, 정신적으로 쇠퇴하며 과거를 회상한다. 만성적인 허리 통증과 두통은 그가 새로운 작품을 시작하는 것조차 어렵게 만들었고, 최근에는 연하 곤란까지 겪는다.
과거 자신의 작품 '맛'이 복원되어 상영회에 참석해달라는 요청을 받는다. 살바도르는 32년 만에 영화 주연 배우였던 알베르토 크레스포에게 연락해 함께 상영회에 참석하자고 제안한다. 과거 알베르토의 헤로인 사용으로 사이가 틀어졌지만, 알베르토는 여전히 헤로인을 피우고, 살바도르 또한 그에게 헤로인을 구해달라고 한다. 마약에 취한 살바도르는 1960년대 부모님과 함께 파테르나의 동굴 집으로 이사했던 기억을 떠올린다.
상영회에 도착한 살바도르는 참석을 거부하지만, 사회자의 설득으로 관객과의 질의응답을 전화로 진행한다. 관객들은 살바도르와 알베르토의 불화에 대해 질문하고, 살바도르는 과거 알베르토가 촬영 중 헤로인을 사용했음을 폭로한다. 그는 이제 알베르토의 연기를 인정하지만, 알베르토는 분노하여 자리를 떠난다.
살바도르는 통증 관리를 위해 헤로인을 정기적으로 복용하기 시작한다. 그는 어린 시절, 어머니가 동굴 집 수리를 위해 에두아르도라는 젊은 남성에게 글과 수학을 가르치도록 주선했던 기억을 떠올린다. 어머니는 이를 살바도르의 지능을 증명하는 수단으로 여기고 그를 신학교에 보내려 했다. 가난 때문에 어머니의 결정에 따랐지만, 살바도르는 집을 떠나거나 사제가 되는 것을 원치 않았다.
죄책감을 느낀 살바도르는 알베르토에게 자신의 1980년대 초반 연인과의 관계에 대한 이야기를 각색한 모노드라마를 무대에 올리도록 허락한다. 공교롭게도 이야기 속 인물인 페데리코가 공연을 보러 오고, 알베르토는 살바도르의 연락처를 페데리코에게 전달한다. 오랜만에 재회한 페데리코는 아르헨티나에서 살고 있으며, 살바도르와 헤어진 후 다른 남자와는 교제하지 않았다고 밝힌다. 헤어지기 전, 페데리코는 함께 밤을 보내자고 제안하지만 살바도르는 과거의 관계로 남겨두자고 말한다.
혼자 남은 살바도르는 헤로인을 버리고 통증과 연하 곤란 치료를 위해 병원을 찾는다. 그는 헤로인 사용을 인정하며 어머니의 죽음과 수술 후유증에서 회복하지 못했음을 고백한다. 살바도르는 어머니가 돌아가시기 전, 어머니가 자신을 신학교에 보낸 것을 원망한 것에 대해 사과했지만, 어머니를 고향에 데려가 죽게 하겠다는 약속을 지키지 못한 것에 죄책감을 느낀다.
살바도르는 미술관에서 어린 소년의 초상화를 보고 그림을 알아본다. CT 촬영 중, 그는 에두아르도가 동굴 집에서 일한 후 그렸던 초상화를 기억해낸다. 샤워를 마치고 수건을 가져다주려다 에두아르도의 나체를 보고 성적 자각을 느꼈다. 
목 부위 석회화로 인해 연하 곤란을 겪고 있다는 진단을 받고, 살바도르는 미술관을 찾아가 그림의 원래 주인이 에두아르도임을 알게 된다. 살바도르는 그림 뒷면에 에두아르도가 써놓은 편지를 발견한다. 편지에는 에두아르도가 살바도르에게 감사하며 연락을 주고받을 수 있도록 자신의 주소를 적어 놓았다.
수술을 받기 전, 살바도르는 어머니가 초상화를 받았지만 그에게 언급하지 않았을 것이라고 생각한다. 메르세데스는 에두아르도를 찾을 것인지 묻지만 살바도르는 너무 많은 시간이 흘렀으며, 그림이 자신에게 왔다는 사실이 중요하다고 답한다. 마취로 의식을 잃기 직전, 그는 의사에게 다시 글을 쓰기 시작했다고 말한다. 이후, 살바도르는 자신의 어린 시절을 바탕으로 영화 촬영을 하는 모습이 보여지며 영화는 끝이 난다.

## 출연진
- 안토니오 반데라스 - 살바도르 마요
- 페넬로페 크루스 - 자신타 마요
- 라울 아레발로 - 베난시오 마요
- 레오나르도 스바라글리아 - 페데리코 델가도
- 아시에르 에체안디아 - 알베르토 크레스포
- 세실리아 로스 - 메르세데스
- 페드로 카사블랑 - 닥터 갈린도
- 노라 나바스 - 술레마
- 수시 산체스 - 베아타
- 훌리안 로페스